# Psyllaephagus dispar
Psyllaephagus dispar är en stekelart som beskrevs av Prinsloo 1981. Psyllaephagus dispar ingår i släktet Psyllaephagus och familjen sköldlussteklar. Inga underarter finns listade i Catalogue of Life.